# Rafael Mišovský ze Sebuzína

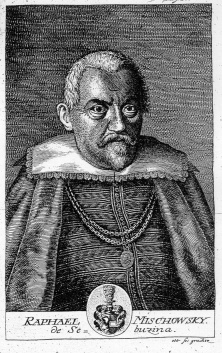
Raphael Mischowsky de Sebuzina

Rafael Mišovský ze Sebuzína, auch Raphael Mischowsky de Sebuzina, Raphael Mnischowsky, (* 1580 in Horšův Týn, Böhmen; † 21. November 1644 in Prag) war ein böhmischer Jurist und Dichter.

## Leben
Mišovský entstammte dem Adelsgeschlecht der Soběhrd. Nach seiner Promotion im Jahre 1602 stand Dr. iur. Raphael Mischowsky bis etwa 1637, während der Regierungszeiten der jeweiligen Kaiser des Heiligen Römischen Reiches Deutscher Nation, vornehmlich als Advokat oder Diplomat in kaiserlichen Staatsdiensten.
Danach widmete er sich nur noch der Poesie, eine Betätigung, die ihn zeit seines Lebens begleitet haben soll.